# Le parrain a le bras long
Pour plus de détails, voir Fiche technique et Distribution.
Le parrain a le bras long (La mano lunga del padrino) est un film de mafieux italien réalisé par Leonardo Bonomi et sorti en 1972.
C'est le premier et le seul long-métrage de son réalisateur.

## Synopsis
Vincenzo dit « Raffica » est un jeune mafieux qui vole le chargement d'armes à feu d'une valeur de 200 millions de lires à son chef, Don Carmelo, le patron du crime organisé, pour le revendre à une organisation terroriste arabe.

## Fiche technique
- Titre : Le parrain a le bras long ou Le parrain a la main longue ou Le Long Bras du parrain[2]
- Titre original : La mano lunga del padrino[3]
- Réalisation : Leonardo Bonomi
- Scénario : Giulio Berruti, Leonardo Bonomi
- Photographie : Silvio Fraschetti
- Montage : Giulio Berruti
- Musique : Silvano D'Auria
- Décors et costumes : Mimmo Scavia (it)
- Maquillage : Gianfranco Mecacci
- Production : Carlo Chamblant
- Société de production : Maga Film, Filmsettanta
- Pays :  Italie
- Genre : Action, film de gangsters et poliziottesco
- Durée : 86 minutes
- Dates de sortie : 
  - Italie : 11 août 1972
  - France : 18 février 1976[2]

## Distribution
- Peter Lee Lawrence : Vincenzo, dit « Raffica » (litt. « Rafale »)
- Adolfo Celi : Don Carmelo
- Erika Blanc : Sabina
- Riccardo Petrazzi : Un acolyte de Don Carmelo
- Claudio Ruffini : Tom
- Pietro Torrisi : Gallo
- Eolo Capritti : L'homme au lit avec Sabina (non crédité)
- Goffredo Unger : Le copilote de Vincenzo (non crédité)
- Kim Dimon
- Henriette Kok
- Piera Moretti
- Attilio Pelegatti
- Bruno Boschetti

## Accueil critique
Selon Psychovision, « Pour conclure, malgré ses nombreux défauts, mettons que La mano lunga del padrino demeure un spectacle très regardable. Le hic, car dans tout film noir, il y en a un, c'est que la partition pop endiablée, signée par un parfait inconnu (Silvano D'Auria, dont c'est le seul travail répertorié pour le cinéma), tout en le rehaussant, est supérieure au film lui-même et aux autres éléments qui le composent ».